# 希尔维尤 (肯塔基州)
希尔维尤（英語：Hillview），是美国肯塔基州的一座城市。建立于1974年，面积约为8.5平方公里（3.3平方英里）。根据2010年美国人口普查，该市的人口为8,172人。